# Beppe Bornaghi
Giuseppe Bornaghi (Treviglio, ottobre 1976) è un compositore, docente e pianista italiano.
Nel campo delle tecnologie musicali, Beppe detiene il ruolo di Responsabile Nazionale per Midimusic Educational e Finale Italia. È docente presso diverse istituzioni, tra cui il Conservatorio "G. Donizetti" di Bergamo, il CPM Music Institute di Milano, l’IITM di Roma e il Musiclab Studio di Torino. Inoltre, ha contribuito alla letteratura del settore scrivendo manuali e guide di tecnologia musicale per Edizioni Curci.

## Biografia

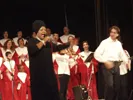
Bornaghi con The Spirit Inside & Cheryl Porter

Inizia a studiare pianoforte all'età di dodici anni e sviluppa un interesse per la composizione, che successivamente studia al Teatro Donizetti di Bergamo.
È stato tastierista di diversi gruppi musicali e direttore del coro gospel di Treviglio The Spirit Inside. Ha collaborato con artisti come Cheryl Porter, Achtung Babies.

### Composizioni

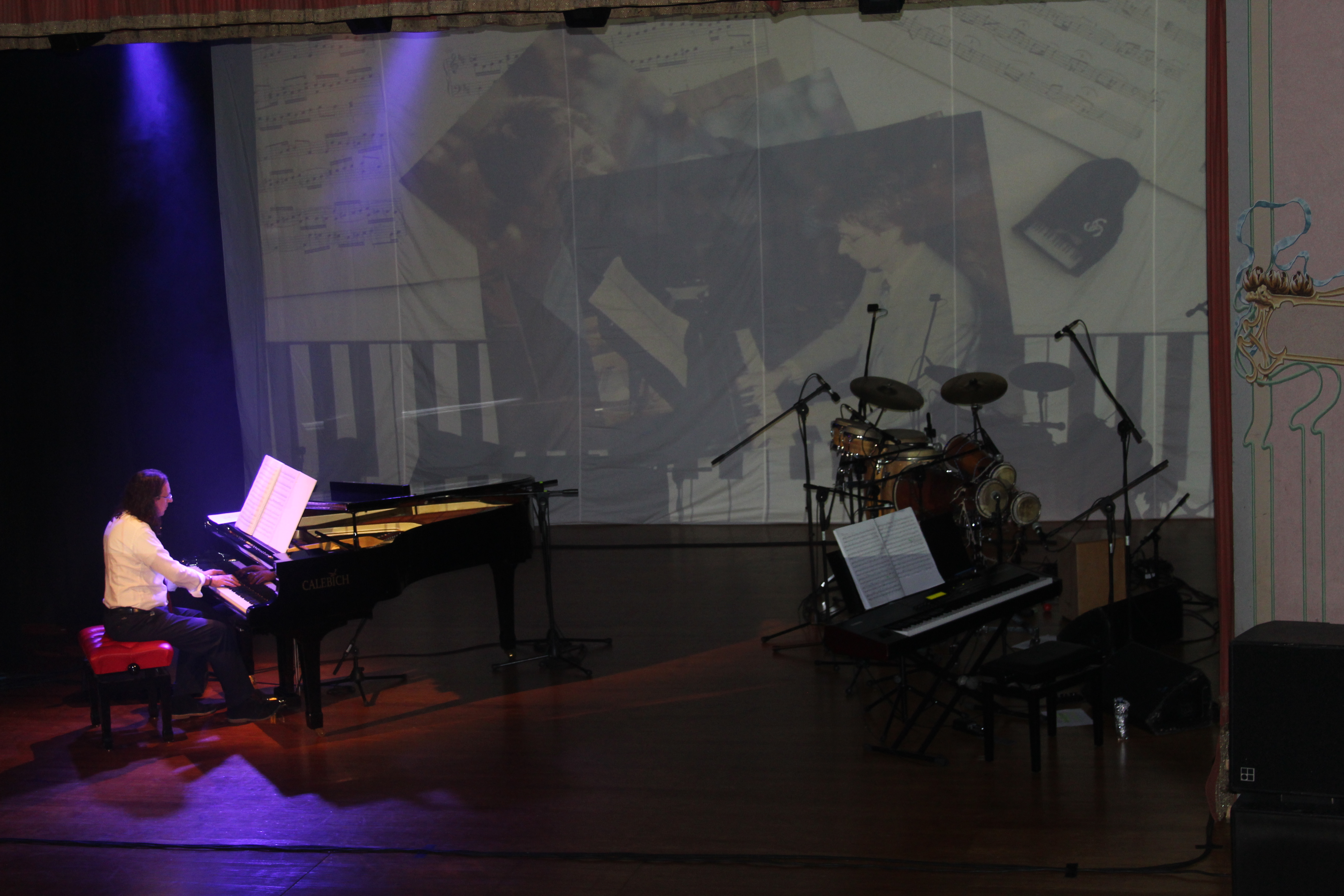
Beppe Bornaghi_concerto al Filodrammatici di Treviglio (2019)

Nel 2004, Beppe debutta nel panorama musicale con "Anteprima", un album arricchito dalla collaborazione di artisti come Carlo Pastori e Antonello D’Urso. Questa prima pubblicazione segna l'inizio di un percorso artistico prolifico, che lo vede rilasciare altri quattro album strumentali e un ulteriore progetto cantautorale. Tra questi, "Esencia" si distingue particolarmente, conquistando le vette delle classifiche di Apple Music nel segmento della musica classica in Italia. Questo successo viene celebrato nel 2019 con un'esibizione al Teatro Filodrammatici di Treviglio intitolata "ESENCIA… il pianoforte in viaggio tra cuore e futuro". Il concerto, accolto calorosamente dal pubblico, porta alla nascita dell'album "Esencia (Live in concert)".
La discografia di Beppe si arricchisce inoltre di 8 singoli che hanno riscosso un notevole successo.
La sua musica ha varcato i confini italiani, trovando ascoltatori in oltre 32 paesi tra cui Belgio, Germania, Cuba, Thailandia, Svezia e Svizzera. Nel 2020 raggiunge i primi 100 posti nella Deezer Top 300 Releases Italy. Nel 2023 è uno dei 100 musicisti che partecipa al progetto "Istante Dante.La Divina Commedia ai tempi di Instagram" dell'Almo Colleggio Borromeo.

### Carriera

#### Educazione e insegnamento
Nel corso della sua carriera, dà largo spazio anche all'insegnamento. Ha ricoperto il ruolo di docente di musica nella scuola secondaria di primo grado e, per circa due decenni, ha insegnato nella scuola primaria. Attualmente, è docente di tecnologia musicale presso diverse istituzioni, tra cui il Conservatorio “G. Donizetti” di Bergamo, il CPM Music Institute di Milano, l’IITM di Roma e il Musiclab Studio di Torino. Tiene corsi di formazione per docenti e masterclass di tecnologia musicale in scuole e università italiane. Nel 2018, tiene un corso su "La lingua italiana nei brani d’autore” a Havana, Cuba, presso la scuola Dante Alighieri, dove gli viene conferita la qualifica di socio onorario.

#### Altre attività
Oltre alla carriera musicale e di docente, Beppe ha un impatto significativo nel mondo editoriale. Scrive manuali di tecnologia musicale per Edizioni Curci e contribuisce con numerosi articoli e tutorial a network musicali come Age of Audio, Musicoff, SM Strumenti Musicali e ZioGiorgio.
Nel 2020, inizia una collaborazione con Curci fa scuola e tiene, online, corsi di tecnologia musicale per musicisti. Nel 2022, assume un nuovo ruolo come ambassador per l’Italia di doozzoo e si unisce all'AIMI (Associazione Informatica Musicale Italiana). Ottobre 2022 inizia la collaborazione come autore di articoli e recensioni musicali per la rivista d'arte ArtApp (arte, cultura, appetiti). Nel 2023 entra a far parte della SIMC (Società Italiana di Musica Contemporanea).

## Opere

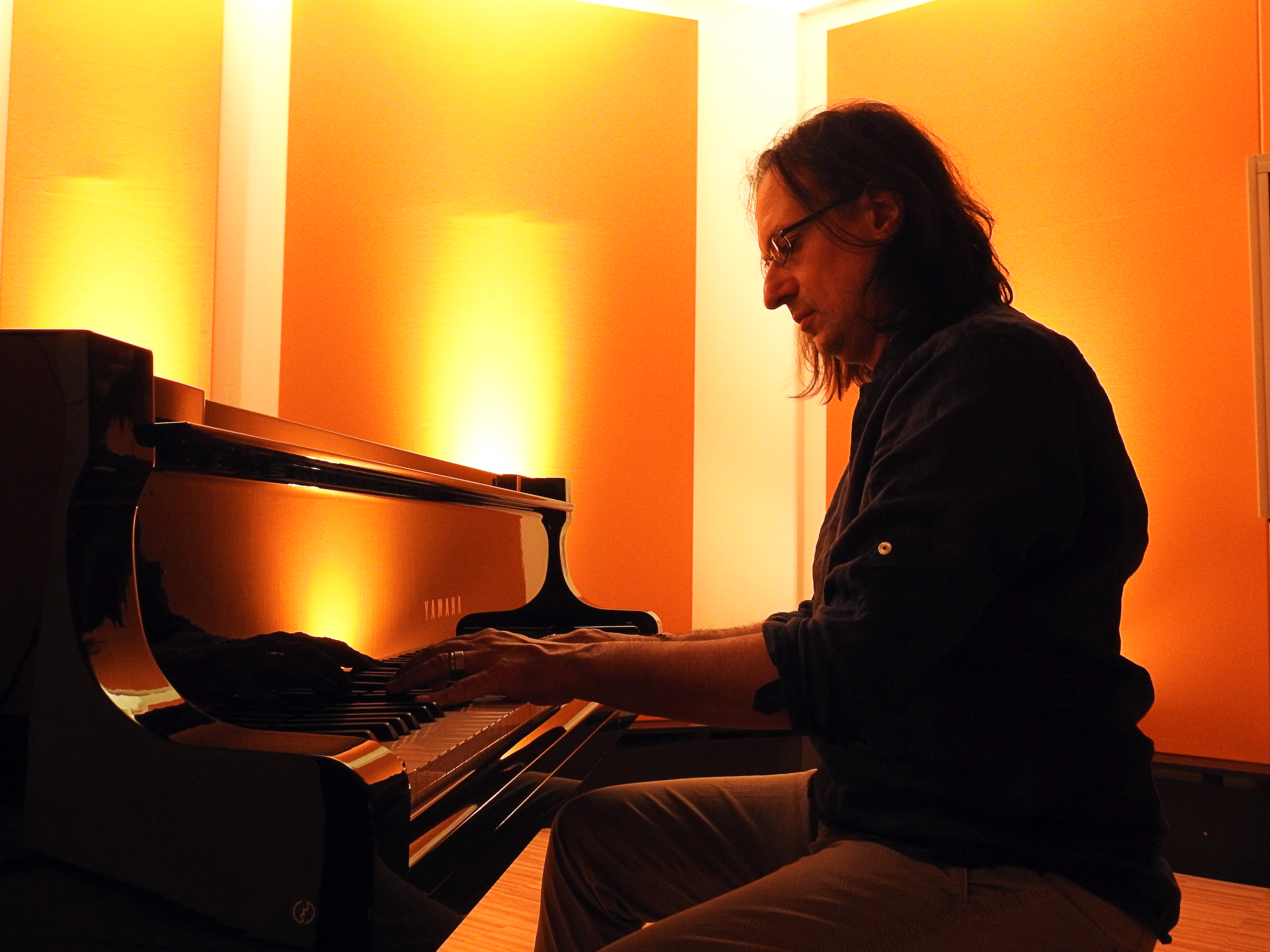
Beppe Bornaghi in studio

### Discografia
- 2004 – Anteprima (Reloaded)_ Silente Classic
- 2016 – Panta Rei _ Silente Classic
- 2017 – Blue Emotions_ Silente Classic
- 2018 – Resound Moonlight Moods_ Multiforce
- 2019 – Esencia 1, 2, 3_ Silente Classic
- 2019 – Namastè_ Silente Classic
- 2019 – Esencia (Live in Concert) _ Silente Classic
- 2021 – Celtic Echoes_ Silente Classic

### Singoli
- 2018 - Respiro del Alma_ Multiforce
- 2018 - Tu como estaras sin mi_ Multiforce
- 2019 – Theia i volti della Luna (dedicato al libro "Storia perfetta dell'errore" di Roberto Mercadini)_ Multiforce
- 2020 – Ademan_ Multiforce
- 2020 – Falling_ Multiforce
- 2020 – Symphony_ Multiforce
- 2020 – Decay_ Multiforce
- 2022 - Acqua nel deserto_ Multiforce

### Musica da camera
- 2023 – Whimsical Whispers_ Edizioni Musicali Eufonia

### Concerti
- 2019 – Esencia… il pianoforte in viaggio tra cuore e futuro , al Teatro Filodrammatici di Treviglio[7]

## Pubblicazioni

### Spartiti
- Night stroll in the narrow of Arles (pianoforte e quartetto d’archi)
- Heart and prejudice (violoncello e pianoforte)
- Semplice Ave Maria (a quattro voci miste)
- Yin e Yang (per due pianoforti)
- Agnus Dei (a quattro voci miste)
- Theia i volti della Luna
- Caricia
- Amor y Prejuicio
- Jamais seuls
- Ram
- Ham
- Namaste
- Ibis
- Tripudio
- Heiwa
- Ausencia
- Chiaroscuro
- Il libro de Gaia
- Kaleidoscope

### Trascrizioni
- Opera 18 di AlfredoPiatti
- Opera 24 di Alfredo Piatti
- Opera 26 di Alfredo Piatti
- Favorita di Alfredo Piatti
- Linda di Alfredo Piatti
- Marin Faliero di Alfredo Piatti
- Sonata V di Alfredo Piatti
- Sonata VI di Alfredo Piatti
- Variazioni di Alfredo Piatti
- Il Duca D’Alba di Gaetano Donizetti
- Judith di Vittorio Gnecchi
- Toccata I di Giorgio Benati
- Promenade di Giorgio Benati

### Varie
- Video conference, meeting, streaming, gameplay e lezioni online. Con OBS studio e OBS streamlabs (Open Broadcaster Software) – Edizioni Curci
- Notion – Edizioni Curci
- Studio One: Guida operativa – Edizioni Curci
- Didattica Musicale a distanza. Manuale di sopravvivenza – Edizioni Curci
- Finale: Guida operativa – Edizioni Curci
- Guida pratica Finale 2014 italiano – Edizioni Setticlavio
- Guida pratica Finale 25 italiano – Edizioni Setticlavio
- Guida pratica Finale 26 italiano – Edizioni Setticlavio
- Messaggio in bottiglia (fiaba per bambini) – Casa Musicale Eco
- Semplici poesie di Mariuccia Tarchini– Edizioni Setticlavio